# نهال ناجي علي العولقي

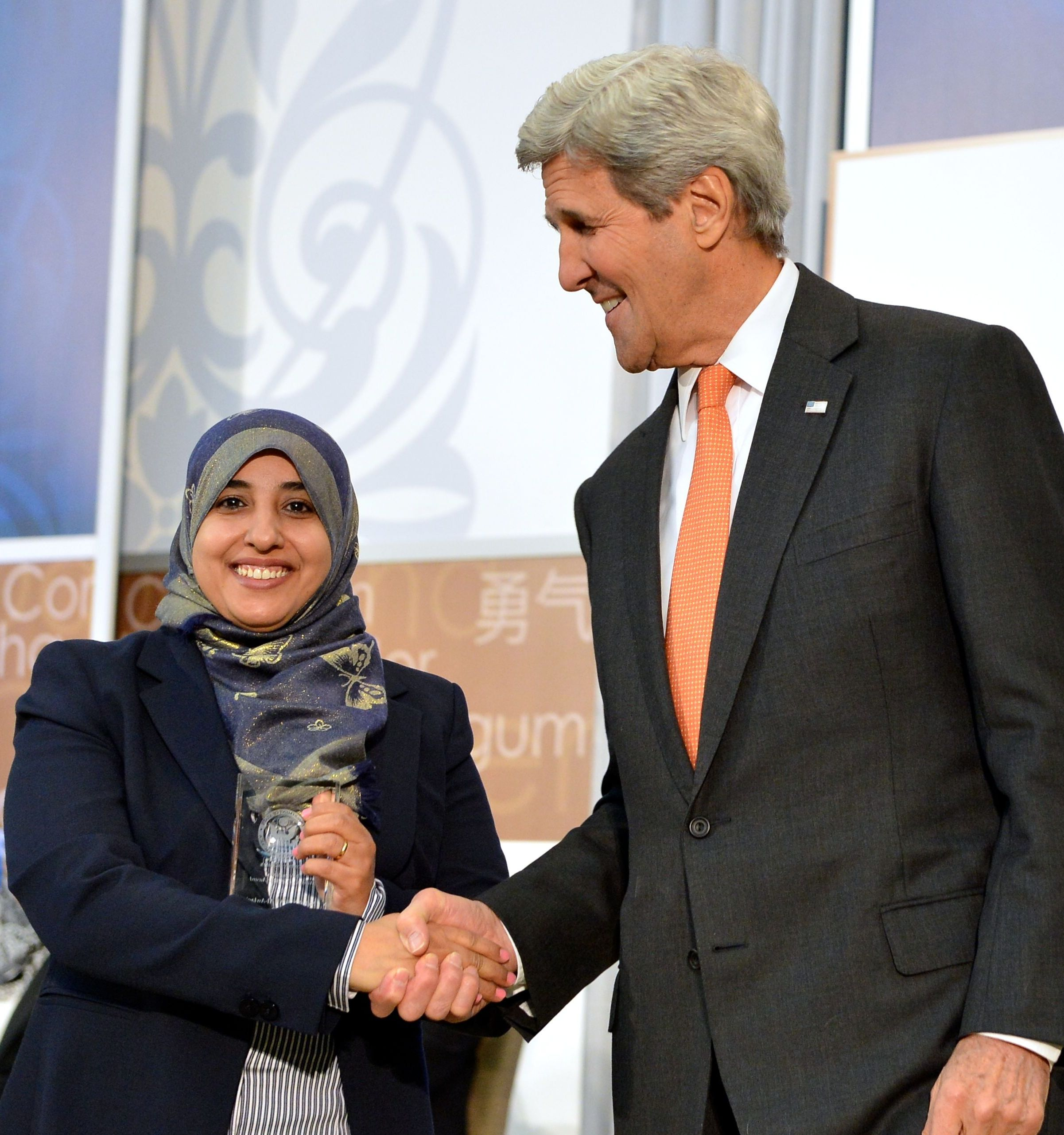
نهال ناجي علي العولقي مع جون كيري في عام 2016

نهال ناجي علي صالح العولقي محامية يمنية ولدت في عدن، تنتمي عائلتها إلى محافظة شبوة، وهي وزيرة للشؤون القانونية

 حاصلة على جائزة أشجع امرأة دولية عام 2016. 
أستاذة مساعدة بكلية الحقوق جامعة عدن، دكتوراه في الحقوق ومستشارة قانونية لأكثر من عشر سنوات، شاركت في العديد من المؤتمرات والدورات القانونية المحلية والدولية؛ كانت عضوة بمؤتمر الحوار الوطني اليمني في فريق بناء الدولة، وتقدمت العولقي بورقة بحثية للحوار الوطني حول «شكل الدولة القادمة».

## المؤهلات العلمية
- دكتوراه في الحقوق بدرجة مشرف جداً جامعة محمد الخامس المملكة المغربية
- ماجستير في الحقوق من جامعة محمد الخامس-المملكة المغربية
- بكالوريوس في العلوم القانونية من جامعة محمد الخامس-المملكة المغربية

## الخبرات العملية
- أستاذ مساعد بكلية الحقوق جامعة عدن
- ناشطة في مركز المرأة للبحوث والتدريب –جامعة عدن
- شاركت في دورات في مجال مناصرة المرأة والتعزيز المؤسسي
- خبرة في الاستشارات القانونية لأكثر من عشرة سنوات وشاركت في العديد من المؤتمرات والدورات القانونية المحلية والدولية.
- عضو مؤتمر الحوار الوطني الشامل - (فريق بناء الدولة)
- عضو لجنة صياغة الدستور
- عضو الفريق الحكومي المفاوض في جنيف

## اللغات
الانجليزية والعربية